# MPIG6B
MPIG6B (англ. Megakaryocyte and platelet inhibitory receptor G6b) – білок, який кодується однойменним геном, розташованим у людей на короткому плечі 6-ї хромосоми. Довжина поліпептидного ланцюга білка становить 241 амінокислот, а молекулярна маса — 26 163.
| 10         |  | 20         |  | 30         |  | 40         |  | 50         |
| ---------- |  | ---------- |  | ---------- |  | ---------- |  | ---------- |
| MAVFLQLLPL |  | LLSRAQGNPG |  | ASLDGRPGDR |  | VNLSCGGVSH |  | PIRWVWAPSF |
| PACKGLSKGR |  | RPILWASSSG |  | TPTVPPLQPF |  | VGRLRSLDSG |  | IRRLELLLSA |
| GDSGTFFCKG |  | RHEDESRTVL |  | HVLGDRTYCK |  | APGPTHGSVY |  | PQLLIPLLGA |
| GLVLGLGALG |  | LVWWLHRRLP |  | PQPIRPLPRF |  | APLVKTEPQR |  | PVKEEEPKIP |
| GDLDQEPSLL |  | YADLDHLALS |  | RPRRLSTADP |  | ADASTIYAVV |  | V          |

A: Аланін

C: Цистеїн

D: Аспарагінова кислота

E: Глутамінова кислота

F: Фенілаланін

G: Гліцин

H: Гістидин

I: Ізолейцин

K: Лізин

L: Лейцин

M: Метіонін

N: Аспарагін

P: Пролін

Q: Глутамін

R: Аргінін

S: Серин

T: Треонін

V: Валін

W: Триптофан

Кодований геном білок за функціями належить до рецепторів, фосфопротеїнів. 
Задіяний у такому біологічному процесі, як альтернативний сплайсинг. 
Білок має сайт для зв'язування з молекулою гепарину. 
Локалізований у клітинній мембрані, мембрані, ендоплазматичному ретикулумі, апараті гольджі.